# Under sanden (2000)
Under sanden (franska: Sous le sable) är en fransk dramafilm från 2000, regisserad av François Ozon.
Filmen handlar om en man som försvinner på en strand. Efter det övergår mannens hustru, spelad  av Charlotte Rampling, till ett mentalt upplösningstillstånd på grund av sitt förnekande av detta.